# Нью-Йоркське таксі
Нью-Йоркське таксі (англ. Taxi) — американський пригодницький фільм 2004 року режисера Тіма Сторі. Ремейк французького фільму «Таксі» 1998 року.

## Сюжет
Белль Вільямс живе в Нью-Йорку і працює таксистом. Найбільше в житті вона обожнює швидкість і вже багато років мріє взяти участь в справжніх перегонах. Одного разу в її машину сідає поліцейський Енді Вошберн, який вже кілька разів провалював іспит з водіння. Детектив переслідує банду Ванесси — дуже сексуальної дівчини. Оскільки банда пересувається на автомобілях, Енді потребує хорошого водія і він дає Белль повний карт-бланш на будь-яку швидкість. З цього моменту починається неймовірна гонитва за злочинцями. Поліцейський і божевільний водій обов'язково затримають порушників закону, якщо звичайно самі не розіб'ються.

## У ролях
| Актор                    | Роль                          |
| ------------------------ | ----------------------------- |
| Квін Латіфа              | Белль Вільямс (водійка таксі) |
| Джиммі Феллон            | детектив Енді Вошберн (коп)   |
| Жизель Бюндхен           | Ванесса                       |
| Генрі Сіммонс            | Джессі (бойфренд Белль)       |
| Дженніфер Еспосіто       | Марта Робінсон                |
| Ана Кріштіна де Олівейра | друга бандитка                |
| Інгрід Вандебос          | третя бандитка                |
| Магалі Амадей            | четверта бандитка             |
| Енн-Маргрет              | місіс Вошберн                 |
| Крістіан Кейн            | агент Маллінс                 |
| Боріс Макгівер           | Френклін                      |
| Адріан Мартінес          | бразилець                     |
| Джо Лісі                 | Ентоні Скалія                 |